# Simpson Horror Show XVII
Le Simpson Horror Show XVII (France) ou Spécial d'Halloween XVII (Québec) (Treehouse of Horror XVII) est le 4e épisode de la saison 18 de la série télévisée d'animation Les Simpson.

## Synopsis

### Mariée au Blob
Homer mange un organisme contenu dans une météorite tombée dans son jardin. Pendant la nuit, Homer ne trouve pas le sommeil à cause de la météorite qu'il n'arrive pas à digérer : la substance extraterrestre lui donne sans cesse envie de manger et d’aller aux toilettes. Homer grossit de plus en plus et va commencer à dévorer toutes les personnes se mettant sur sa route : adolescents, femmes, enfants, obèses...

### Il faut pratiquer le golem
Bart va se plaindre à Krusty le clown car l'un de ses gadgets ne fonctionne pas très bien. Il tombe sur une statue et Krusty lui explique que ce golem devait protéger les juifs autrefois car il obéissait aux ordres de quiconque lui jetait un parchemin dans la bouche. Bart décide de faire pareil.

### Le jour où la terre a eu l'air stupide
Springfield 1938. Tous les habitants, sauf Lisa, croient à une invasion de Martiens alors que deux auditeurs lisent un extrait d'un livre à la radio. C'est une parodie du canular radiophonique d'Orson Welles en 1938 à l'occasion d'Halloween. En effet, beaucoup d'auditeurs ont pensé que les extraterrestres envahissaient le monde.